# Benedikt Niese
Jürgen Anton Benedikt Niese, noto anche come Benedict, Benediktus o Benedictus Niese (Burg auf Fehmarn, 24 novembre 1849 – Halle, 1º  febbraio 1910), è stato un filologo classico tedesco.

## Biografia
Niese nacque a Fehmarn, allora parte della Confederazione germanica, ma governato dal re Federico VII di Danimarca. Suo padre era Emil August Niese, parroco della città, e sua madre Benedicte Marie Matthiessen.
Studiò presso il Domgymnasium in Schleswig e poi dal 1867 a Bonn e a Kiel, studiando sotto la guida di Alfred von Gutschmid. Dopo il volontariato per l'esercito durante la guerra franco-prussiana, conseguì il dottorato di ricerca nel 1872.
Dopo aver insegnato per un breve periodo in una scuola secondaria a Flensburgo, viaggiò per l'Italia e per la Francia. Nel 1876 diventò docente presso l'Università di Gottinga. Fu anche il professore presso l'Università di Marburgo 1877-1881, poco dopo diventò professore di filologia classica presso l'Università di Breslavia. Nel 1885 prese nuovamente il medesimo posto a Marburgo, però fu anche rettore universitario (1900-1901). Nel 1906 fu nominato professore di Storia antica presso l'Università di Halle, dal quale morì nel 1910.
Nel 1881 sposò Bertha Zimmerman (1859-1937). Il loro figlio Hans nacque nel 1882. Divenne anche lui docente di storia presso l'Università di Gottinga, morì nel 1915 durante la prima guerra mondiale. La loro figlia Annemarie nacque nel 1890 e morì nel 1975.
Niese fu conosciuto per editio maior dell'opere sullo storico ebreo Giuseppe Flavio (Weidmann, Berlino, 1885-1895). Il suo sistema di numerazione è ancora il più usato. Tra gli altri suoi lavori comprendono Grundriß der römischen Geschichte, (1889–1905), Studien insbesondere über klassische griechische Autoren e Die Entwicklung der homerischen Poesie, 1882. Geschichte der griechischen und makedonischen Staaten seit der Schlacht bei Chaeronea che fu pubblicata tra il 1893 e il 1899.
La sorella di Niese era la scrittrice Charlotte Niese.

## Opere
- De Stephani Byzantii auctoribus. Commentatio prima, etc. (Kiel, 1873.)
- Der homerische Schiffskatalog als historische Quelle betrachtet.  (Kiel, 1873.)
- Die Entwickelung der Homerischen Poesie (Berlino, 1882)
- Flavii Josephi opera (7 volumi, Weidmann, Berlino 1885–1895).
- De Annalibus Romanis observationes. (Marburgo, 1886)
- Geschichte der griechischen und makedonischen Staaten seit der Schlacht bei Chaeronea (pubblicato in 3 parti, 1893-1903.)
- Grundriss der römischen Geschichte (1889–1905)
- Kritik der beiden Makkabäerbücher, nebst Beiträgen zur Geschichte der makkabäischen Erhebung (Berlino, 1900)
- Staat und Gesellschaft der Römer
- Zur Geschichte Solons und seiner Zeit